# Travis Frederick
Travis Frederick (* 18. März 1991 in Sharon, Wisconsin) ist ein ehemaliger US-amerikanischer American-Football-Spieler auf der Position des Centers. Er spielte sieben Jahre für die Dallas Cowboys in der National Football League (NFL).

## College
Frederick, in der Highschool auch ein talentierter Leichtathlet,  besuchte die University of Wisconsin und spielte für deren Mannschaft, die Badgers, erfolgreich College Football, wobei er unterschiedliche Positionen in der Offensive Line bekleidete. Er gewann mit seinem Team zweimal die Meisterschaft der Big Ten Conference, wurde wiederholt ausgezeichnet und 2012 in eine All-American-Auswahl aufgenommen.

## NFL
Beim NFL Draft 2013 wurde er in der 1. Runde als 31. Spieler von den Dallas Cowboys ausgewählt und konnte sich in diesem Team sofort etablieren. Bereits in seinem Rookiejahr lief er in allen Spielen als Starting-Center auf. In seiner zweiten Saison wurde er erstmals in den Pro Bowl berufen. Auch in den folgenden Jahren blieb er eine Stütze der Offensive Line der Cowboys und war auch 2015, 2016 und 2017 Pro Bowler. Nachdem bei ihm das Guillain-Barré-Syndrom diagnostiziert wurde, wurde er am 5. Oktober 2018 auf der Injured Reserve List platziert.
In der Saison 2019 spielte er wieder in jedem Spiel der Regular Season von Beginn an. Am 23. März 2020 gab er überraschend seinen Rücktritt von der NFL bekannt.